# Matt Busby
Sir Alexander Matthew Busby (Orbiston, 26 de mayo de 1909-Mánchester, 20 de enero de 1994) fue un jugador y entrenador de fútbol escocés, más conocido por dirigir el Manchester United entre 1945 y 1969 y nuevamente en la temporada 1970-1971. Es el segundo mánager que ha estado más tiempo en la historia del Manchester United, por detrás de Sir Alex Ferguson, aunque este último ha alcanzado la mayoría de los juegos como mánager. 

## Biografía

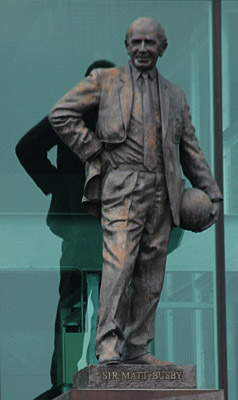
Estatua de Matt Busby en el Estadio Old Trafford.

Fue nombrado entrenador en 1942, y realizó un trabajo por entonces inaudito al hacer que los jugadores realicen tareas administrativas.
Fue un éxito inmediato, con el Club finalizando segundo en 1947 y ganando la FA Cup en 1948.
Busby adoptó la política de hacer jugar a los juveniles siempre que sea posible. El United ganó la Liga en 1956 con una edad media en el equipo de 22 años. Esta política se ha hecho ahora fundamental en el éxito de los equipos. A la temporada siguiente, se llevaron de nuevo la Liga y finalizaron subcampeones de la FA Cup tras perder con el Aston Villa en la final.
También se convirtieron en el primer equipo inglés en competir en la Copa de Europa, siendo eliminados en las semifinales.

### Desastre aéreo de Múnich
La tragedia golpeó duramente al equipo la temporada siguiente, cuando el avión que los transportaba a casa tras un encuentro europeo se estrelló en Múnich, matando a ocho jugadores y a otros quince pasajeros. Mientras Busby se recuperaba de las heridas, Jimmy Murphy tomó las riendas del equipo, y el United continuó jugando por entonces con un equipo provisional, con el que logró jugar cara a cara al AC Milan en las semifinales de la Copa de Europa, ganándoles 2-1 en la ida aunque luego serían eliminados. Tras la desgracia, llegaron a la final de la FA Cup, perdiéndola con el Bolton Wanderers.
Busby empezó a reconstruir el equipo en los años '60, fichando a jugadores como Denis Law y Pat Crerand. Ganaron la FA Cup en 1963, la Liga en 1965 y 1967, y la Copa de Europa en 1968, siendo el primer conjunto inglés en hacerlo. En esos años el equipo contaba con tres Balones de Oro: Bobby Charlton, Denis Law y George Best. Busby renunció en 1969 siendo reemplazado por Wilf McGuinness, antiguo jugador del United y entrenador del equipo de reservas.

## Trayectoria

### Jugador
| Club            | Temporada     | Liga  | Liga  | Copa  | Copa  | Charity Shield | Charity Shield | Total | Total |
| Club            | Temporada     | Part. | Goles | Part. | Goles | Part.          | Goles          | Part. | Goles |
| --------------- | ------------- | ----- | ----- | ----- | ----- | -------------- | -------------- | ----- | ----- |
| Manchester City | 1928–29       | 0     | 0     | 0     | 0     | 0              | 0              | 0     | 0     |
| Manchester City | 1929–30       | 11    | 3     | 1     | 2     | 0              | 0              | 12    | 5     |
| Manchester City | 1930–31       | 20    | 0     | 1     | 0     | 0              | 0              | 21    | 0     |
| Manchester City | 1931–32       | 41    | 1     | 5     | 0     | 0              | 0              | 46    | 1     |
| Manchester City | 1932–33       | 39    | 1     | 7     | 1     | 0              | 0              | 46    | 2     |
| Manchester City | 1933–34       | 39    | 4     | 8     | 0     | 0              | 0              | 47    | 4     |
| Manchester City | 1934–35       | 35    | 1     | 1     | 0     | 1              | 0              | 37    | 1     |
| Manchester City | 1935–36       | 19    | 1     | 1     | 0     | 0              | 0              | 20    | 1     |
| Manchester City | Total         | 204   | 11    | 24    | 3     | 1              | 0              | 229   | 14    |
| Liverpool       | 1935–36       | 11    | 1     | 0     | 0     | 0              | 0              | 11    | 1     |
| Liverpool       | 1936–37       | 29    | 1     | 1     | 0     | 0              | 0              | 30    | 1     |
| Liverpool       | 1937–38       | 33    | 0     | 3     | 0     | 0              | 0              | 36    | 0     |
| Liverpool       | 1938–39       | 42    | 1     | 3     | 0     | 0              | 0              | 45    | 1     |
| Liverpool       | Total         | 115   | 3     | 7     | 0     | 0              | 0              | 122   | 3     |
| Total carrera   | Total carrera | 319   | 14    | 31    | 3     | 1              | 0              | 351   | 17    |

### Entrenador
| Club              | Nat                   | Desde                   | Hasta              | Récord | Récord | Récord | Récord | Récord | Récord | Récord |
| J                 | G                     | E                       | P                  | GF     | GC     | G %    |        |        |        |        |
| ----------------- | --------------------- | ----------------------- | ------------------ | ------ | ------ | ------ | ------ | ------ | ------ | ------ |
| Manchester United | Bandera de Inglaterra | 1 de octubre de 1945    | 4 de junio de 1969 | 1120   | 565    | 263    | 292    | 2286   | 1536   | 50,45  |
| Escocia           | Bandera de Escocia    | septiembre de 1958      | diciembre de 1958  | 6      | 1      | 2      | 3      | 7      | 12     | 50,00  |
| Manchester United | Bandera de Inglaterra | 29 de diciembre de 1970 | 8 de junio de 1971 | 21     | 11     | 3      | 7      | 38     | 30     | 16,67  |
| Total             | Total                 | Total                   | Total              | 1147   | 578    | 269    | 306    | 2331   | 1578   | 50,30  |

## Palmarés

### Jugador
| Título | Club            | País       | Año       |
| ------ | --------------- | ---------- | --------- |
| FA Cup | Manchester City | Inglaterra | 1933-1934 |

### Entrenador

#### Campeonatos nacionales
| Título           | Club              | País       | Año       |
| ---------------- | ----------------- | ---------- | --------- |
| FA Cup           | Manchester United | Inglaterra | 1947-1948 |
| First Division   | Manchester United | Inglaterra | 1951-1952 |
| Community Shield | Manchester United | Inglaterra | 1952      |
| First Division   | Manchester United | Inglaterra | 1955-1956 |
| Community Shield | Manchester United | Inglaterra | 1956      |
| First Division   | Manchester United | Inglaterra | 1956-1957 |
| Community Shield | Manchester United | Inglaterra | 1957      |
| FA Cup           | Manchester United | Inglaterra | 1962-1963 |
| First Division   | Manchester United | Inglaterra | 1964-1965 |
| Community Shield | Manchester United | Inglaterra | 1965      |
| First Division   | Manchester United | Inglaterra | 1966-1967 |
| Community Shield | Manchester United | Inglaterra | 1967      |

#### Campeonatos internacionales
| Título         | Club              | País       | Año     |
| -------------- | ----------------- | ---------- | ------- |
| Copa de Europa | Manchester United | Inglaterra | 1967-68 |

#### Clasificaciones de los mejores entrenadores de todos los tiempos
| Premio          | Posición | Top 10 | Año  | Referencias |
| --------------- | -------- | ------ | ---- | ----------- |
| ESPN            | 7.º      | Sí     | 2013 | [ 2 ] [ 3 ] |
| France Football | 11.º     | No     | 2019 | [ 4 ] [ 5 ] |
| World Soccer    | 36.º     | No     | 2013 | [ 6 ] [ 7 ] |